# Modro Polje
Modro Polje je naseljeno mjesto u općini Foča-Ustikolina, Federacija BiH, BiH. 
Godine 1962. godine pripojeno je naselju Račićima. (Sl.list NRBiH, br.47/62).
U Modrom Polju se nalazi povijesno područje Modro Polje, nacionalni spomenik BiH.
U Modrom Polju je nekropola stećaka.

## Stanovništvo
| Narod     | Popis 1961. |
| --------- | ----------- |
| Hrvati    |             |
| Muslimani |             |
| Srbi      | 84          |
| ostali    | 84          |
| Ukupno    | 191         |